# Parandrinae
De Parandrinae vormen een onderfamilie van kevers uit de familie van de boktorren (Cerambycidae).

## Onderverdeling
- Tribus Erichsoniini Thomson, 1861
  - Erichsonia Westwood, 1849
- Tribus Parandrini Blanchard, 1845
  - Parandra Latreille, 1802
  - Acutandra Santos-Silva, 2002
  - Adlbauerandra Bouyer, Drumont & Santos-Silva, 2012
  - Archandra Lameere, 1912
  - Birandra Santos-Silva, 2002
  - Caledonandra Santos-Silva, Heffern & Matsuda, 2010[1]
  - Hawaiiandra Santos-Silva, Heffern & Matsuda, 2010[1]
  - Komiyandra Santos-Silva, Heffern & Matsuda, 2010[1]
  - Malukandra Santos-Silva, Heffern & Matsuda, 2010[1]
  - Melanesiandra Santos-Silva, Heffern & Matsuda, 2010[1]
  - Meridiandra Bouyer, Drumont & Santos-Silva, 2012
  - Neandra Lameere, 1912
  - Papuandra Santos-Silva, Heffern & Matsuda, 2010[1]
  - Stenandra Lameere, 1912
  - Storeyandra Santos-Silva, Heffern & Matsuda, 2010[1]